# Макс Гагмайр
Макс Гагмайр (нім. Max Hagmayr, нар. 16 листопада 1956) — австрійський футболіст, нападник.

## Клубна кар'єра
У дорослому футболі дебютував 1975 року виступами за команду клубу «ВОЕСТ Лінц», в якій провів сім сезонів, взявши участь у 181 матчі чемпіонату. Більшість часу, проведеного у складі «ВОЕСТ Лінца», був основним гравцем атакувальної ланки команди. У складі «ВОЕСТ Лінца» був одним з головних бомбардирів команди, маючи середню результативність на рівні 0,33 голу за гру першості.
Своєю грою за цю команду привернув увагу представників тренерського штабу німецького клубу «Карлсруе СК», до складу якого приєднався 1982 року. Відіграв за клуб з Карлсруе наступні один сезон своєї ігрової кар'єри. Граючи у складі «Карлсруе» також здебільшого виходив на поле в основному складі команди.
1983 року повернувся до Австрії, де уклав контракт з клубом «Рапід» (Відень), у складі якого провів наступні один рік своєї кар'єри гравця.
1984 року перейшов до клубу ЛАСК (Лінц), за який відіграв 4 сезони. В новому клубі був серед найкращих голеодорів, відзначаючись забитим голом в середньому майже у кожній другій грі чемпіонату. Завершив професійну кар'єру футболіста виступами за команду ЛАСК у 1988 році.

## Виступи за збірну
1979 року дебютував в офіційних матчах у складі національної збірної Австрії. Протягом кар'єри у національній команді, яка тривала 4 роки, провів у формі головної команди країни 9 матчів, забивши 1 гол.
У складі збірної був учасником чемпіонату світу 1982 року в Іспанії.

## Титули і досягнення
- Володар Кубка Австрії (1):

«Рапід»:  1984